# Jan Jaskanis (archeolog)
Jan Kazimierz Jaskanis (ur. 19 lipca 1932 w Lublinie, zm. 28 listopada 2016) – polski archeolog, muzealnik i konserwator zabytków archeologicznych, doktor nauk humanistycznych. W latach 1974–1980 dyrektor Muzeum Podlaskiego w Białymstoku, w latach 1980–2001 dyrektor Państwowego Muzeum Archeologicznego w Warszawie.

## Życiorys

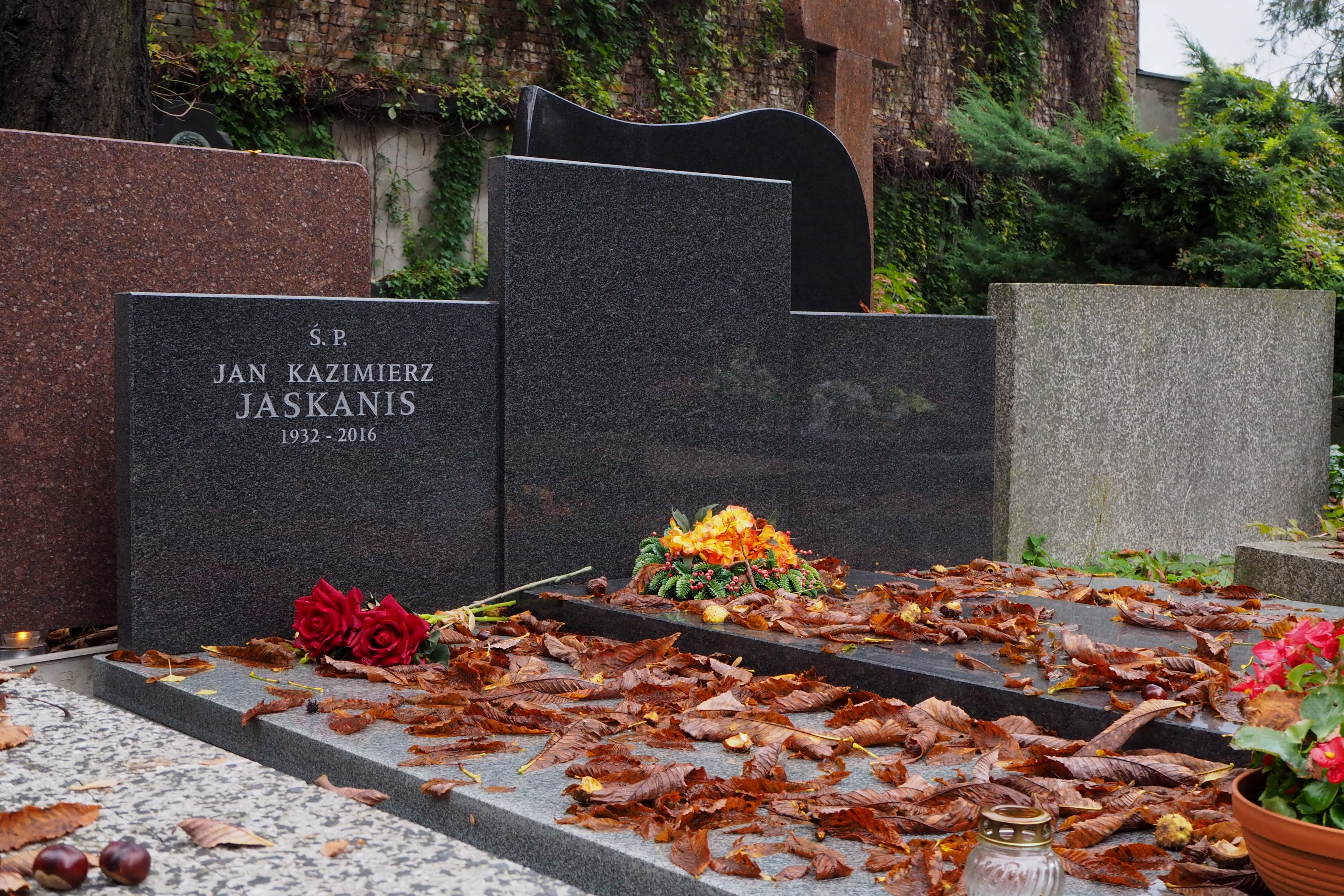
Grób Jana Jaskanisa na Cmentarzu ewangelicko-reformowanym w Warszawie

Absolwent IV Liceum Ogólnokształcącego im. Adama Mickiewicza w Warszawie. Ukończył studia pierwszego stopnia na Uniwersytecie Warszawskim oraz studia magisterskie na Uniwersytecie Poznańskim (1955). Od 1955 pracował jako inspektor do spraw zabytków archeologicznych w Urzędzie Wojewódzkim w Białymstoku, od 1965 w Muzeum Okręgowym w Białymstoku jako konserwator zabytków archeologicznych. W 1974 obronił pracę doktorską Obrządek pogrzebowy Zachodnich Bałtów u schyłku starożytności (I–V w. n.e.). Od sierpnia 1974 do grudnia 1980 był dyrektorem tego muzeum. W latach 1974–1981 pełnił funkcję prezesa Białostockiego Towarzystwa Naukowego. W latach 1980–2001 piastował funkcję dyrektora Państwowego Muzeum Archeologicznego w Warszawie.
Jako archeolog specjalizował się w zakresie archeologii okresu wpływów rzymskich w Polsce północno-wschodniej, a w szczególności w problematyce bałtyjskiej, m.in. badał kulturę Jaćwingów, a także kulturę wielbarską i Kulturę przeworską.
Jego synem jest Paweł Jaskanis.
Pochowany na cmentarzu ewangelicko-reformowanym w Warszawie (kwatera 3-2-7).

## Odznaczenia
- Złoty Medal „Zasłużony Kulturze Gloria Artis”[6] (2011)
- Krzyż Oficerski Orderu Odrodzenia Polski (2003)
- Krzyż Kawalerski Orderu Odrodzenia Polski (1986)
- Medal Komisji Edukacji Narodowej
- Odznaka honorowa „Zasłużony Białostocczyźnie”

Opracowano na podstawie źródłar:<ef name="autonazwa1" />

## Wybrane prace
- Obrządek pogrzebowy zachodnich Bałtów u schyłku starożytności (I-V w.n.e.). (Zakład Narodowy im. Ossolińskich, Wrocław, 1974)
- Szwajcaria: cmentarzysko bałtyjskie kultury sudowskiej w północno-wschodniej Polsce (Stowarzyszenie Naukowe Archeologów Polskich. Oddział, Warszawa 2013; ISBN 978-83-914666-5-0)